# Пангесту, Мари Элка
Мари Элка Пангесту (кит. трад. 馮, упр. 慧, пиньинь 蘭|冯|慧|兰}}|}}. индон. Mari Elka Pangestu; 23 октября 1956, Джакарта, Индонезия) — индонезийский государственный деятель, экономист, банкир
. Министр торговли (2004—2011 годы), министр туризма и креативной экономики (2011—2014 годы) — первая в истории Индонезии женщина китайского происхождения, занимавшая правительственные посты. С 2020 года в руководстве Всемирного банка.

## Биография
Родилась 23 октября 1956 года в Джакарте в семье экономиста и предпринимателя китайского происхождения Панг Лай Кима, одного из основателей Центра стратегических и международных исследований Индонезии. Фамилия Панге́сту является искусственной, её основой является весьма приблизительная транслитерация китайской фамилии семьи на индонезийский язык. По вероисповеданию — католичка.
Окончила Австралийский национальный университет, в 1986 году получила докторскую степень по экономике в Калифорнийском университете в Дэвисе (США).
Работала преподавателем на факультете экономики и бизнеса в Университете Индонезии. Позже, в Центре стратегических и международных исследований Индонезии. Принимала активное участие в различных экономических мероприятиях и встречах. Публикуется в индонезийских и международных СМИ. Входит в совет внешних редакторов журнала Asian Journal of Business (Мичиганский университет) и Bulletin of Indonesian Economic Studies.
Президент Сусило Бамбанг Юдойоно в 2004 году назначил Пангесту министром торговли Индонезии. По окончании срока на посту министра Пангесту возобновила деятельность в Центре стратегических и международных исследований в Джакарте, а также стала профессором международной экономики на экономическом факультете Университета Индонезии.
В октябре 2011 года назначена министром туризма и креативной экономики Индонезии. В конце 2012 г. правительство Индонезии выдвинуло Пангесту кандидатом на пост Генерального директора Всемирной торговой организации (ВТО).
С 2020 г. — управляющий директор по вопросам политики развития и партнёрства Всемирного банка.
Почётный доктор Австралийского национального университета. Замужем, имеет двоих взрослых детей.